# Big Eyes
«Big Eyes» — первый сингл-саундтрек с альбома саундтреков к фильму Большие глаза (2015), снятый режиссёром Тимом Бёртоном. Автором сингла являются Дель Рей и Дэн Хит. Сингл записала американская певица Лана Дель Рей. Релиз композиции официально состоялся 23 декабря 2014 года на канале LanaDelReyVEVO.
Также вместе с этим синглом вышел ещё один, записанный Ланой для этого же фильма. Сингл номинировался на премию Золотой глобус 2015 года, но он не удостоился премии.

## История создания
Лана Дель Рей написала и исполнила две песни для фильма Тима Бёртона — Большие глаза. Песня Big Eyes мы можем услышать в самом фильме, а песню I Can Fly вставили для титров фильма. Она звучит в самом конце. По словам одного из продюсеров фильма Ларри Карезюски: «Тим показал фильм Лане и она была от фильма просто в восторге. Наша героиня не может „найти голос“ помощи, поэтому Лана и получила возможность записать песню к фильму, чтобы открыть Маргарет глаза».

## Релиз сингла
Официальный тизер фильма Большие глаза с актрисой Эми Адамс и со звучащей в нём песней Ланы был загружен 1 декабря 2014 года в сеть YouTube. Сам саундтрек к фильму появился 19 декабря 2014 года на официальном канал LanaDelReyVEVO. На лето 2015 года видео собрало более 5 миллионов просмотров.

## Награды и номинации
| Награды | Награды                     | Награды      | Награды   | Награды |
| Год     | Премия                      | Номинация    | Результат |         |
| ------- | --------------------------- | ------------ | --------- | ------- |
| 2015    | Золотой глобус              | Лучшая песня | Номинация |         |
| 2015    | 20th Critics' Choice Awards | Лучшая песня | Номинация |         |